# Federico Álvarez Plata
Federico Álvarez Plata (* 4. Juni 1916 in Chulumani; † 2003 in La Paz) war ein bolivianischer Politiker.

## Leben
Federico Álvarez Plata war der Sohn von Ninfa Centellas und Eloy Álvarez Plata (* 5. Juni 1884 in Chirca, Municipio Chulumani; † 1929) einem Landwirt, der sich dem Kokaanbau widmete, Mitglied der Partido Republicano, Vizepräsident der Cámara de diputados und Bürgermeister von La Paz war. Federico Álvarez Plata bildete mit seinen Brüdern einen einflussreichen Clan innerhalb des Movimiento Nacionalista Revolucionario (MNR). Vicente Álvarez Plata (* 1926; † 1959) war ab 1956 Ministro de Asuntos Campesinos (Landwirtschaftsminister) und kam bei einer Auseinandersetzung verschiedener Bauernfraktionen des MNR auf dem Altiplano des Departamento La Paz ums Leben. Sein Bruder Jorge Álvarez Plata (* 1920 La Paz; † 1980 in Laja) war Mitglied der Unión Democrática y Popular und starb bei einem Flugzeugunfall mit weiteren Leitern der UDP.
Federico Álvarez Plata heiratete Marina Pinto Tellería. Ihr Sohn Federico war ebenfalls Abgeordneter der Unión Democrática y Popular (UDP). Federico Álvarez nahm am Chacokrieg teil.
Federico Álvarez Plata schloss 1942 sein Studium der Rechtswissenschaft an der Universität Mayor de San Andrés in La Paz ab und trat 1943 in das Movimiento Nacionalista Revolucionario (MNR) ein. Er war Leiter der Jugendorganisation des MNR und leitete die Sektion von La Paz des MNR.
Nach der Machtübergabe an Gualberto Villarroel López 1943 wurde Federico Álvarez Plata 1944 ins Parlament gewählt.
Er nahm an den Auseinandersetzungen des MNR gegen die konservativen Regierungen teil, wurde verfolgt und 1946 in Ulla Ulla und 1948 in Guayaramerín inhaftiert.
Ab 1946 war er Vorsitzender des Comité Politico del MNR.
1947 wurde er für die Provinz Sud Yungas in das Parlament gewählt. 1949 ging er nach Argentinien ins Exil. 1951 wurde er ebenfalls gewählt, die Wahl aber von der Regierung Mamerto Urriolagoitia Harriague nicht anerkannt. Von Dezember 1950 bis 1956 war er Secretario Ejecutivo (geschäftsführender Generalsekretär) des MNR. Vom 16. April 1952 bis zum 17. Juni 1956, in der Regierung von Víctor Paz Estenssoro, war er bis 1954 Ministro de Economía nacional (Wirtschaftsminister) und anschließend Bildungsminister.
1956 wurde er für das Departamento La Paz in den Senat entsandt. 1957 löste er, mit der Unterstützung einer Fraktion der MNR um Hernán Siles Zuazo, Juan Lechín Oquendo als Senatspräsident ab und leitete damit den Beginn der Demontage des Flügels der Bergarbeiter-Gewerkschaft innerhalb des MNR ein.
1960 und 1964 wurde erneut in den Senat gesandt. Im Dezember 1960 vertrat er die bolivianische Regierung beim UN-Hauptquartier und besuchte 10 Tage Israel. 1961 besuchte er Peking.
Von 1963 bis 1966 war er bolivianischer Botschafter in Bonn. Während der Militärdiktatur ging er nach Buenos Aires, wo er sich mit Hernán Siles Zuazo dem Movimiento de Izquierda Revolucionaria anschloss.
1980 erbte er von seinem Bruder Jorge einen Sitz der Unión Democrática y Popular im Senat. Von 1983 bis März 1985 war er Innenminister.